# 夜落的声音
《夜落的声音》2011年由北京大众文艺出版社出版发行，中国版本图书馆CIP数据核字(2011)第230298号，ISBN 978-7-80240-882-1，其作者为钟文书，又名矿泉水。

## 作者介绍
《夜落的声音》作者钟文书，从事多年报社记者、编辑工作，早期前出版过的诗歌册子包括有《年轻的心事》。

## 内容介绍
《夜落的声音》全书共256P，共计有17万字，由现代诗和古诗两部分组成，里面收录作者近300首作品。该文集是一部诗歌作品集。作者写自然、融情感、唱情调，把对诗歌的执着、对理想的追逐，渗透到这一首首作品中，彰显出诗人独特的创造性和感染力。。